# Ignacio Agramonte
Ignacio Agramonte y Loynáz (* 23. Dezember 1841 in Puerto Príncipe (heute: Camagüey); † 11. Mai 1873 in Jimaguayú) war ein kubanischer Rechtsanwalt und Freiheitskämpfer während des Unabhängigkeitskampfes gegen Spanien (1868–1878).

## Leben und Wirken

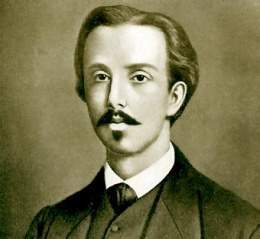
Ignacio Agramonte Loynaz

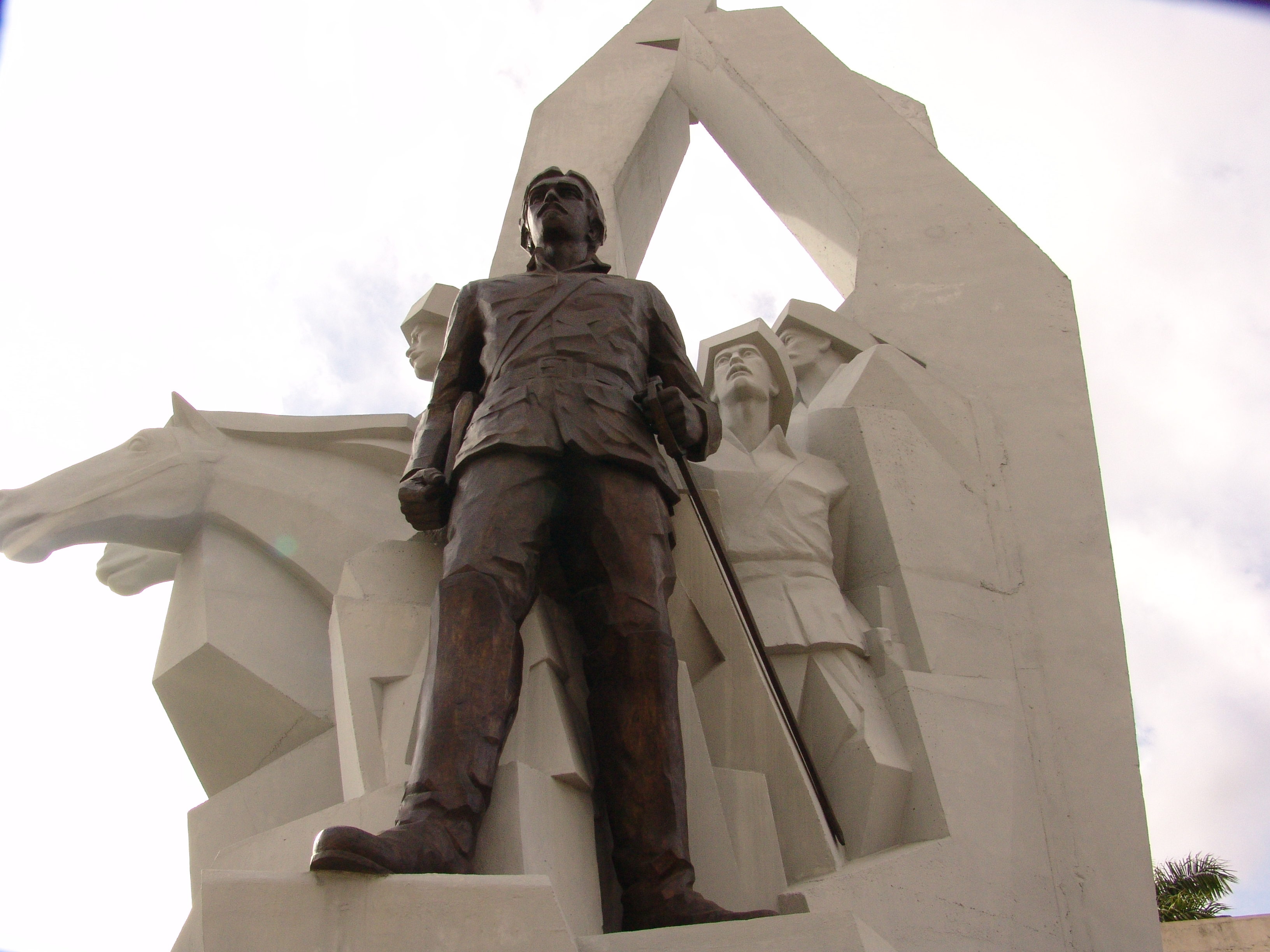
Denkmal in Camagüey: Ignacio Agramonte

Agramonte wurde im zentralkubanischen Puerto Príncipe geboren und mit 14 Jahren von seiner Familie nach Havanna geschickt, um dort an dem Institut El Salvador des Schülers Félix Varelas und Philosophen José de la Luz y Caballero zu studieren. De la Luz galt als Erzieher einer ganzen Generation von kubanischen Intellektuellen, die den Grundstein für die Entstehung des kubanischen Nationalbewusstseins legten. Anschließend besuchte Agramonte die Universität San Jerónimo, die er mit dem juristischen Staatsexamen verließ.
Nach dem Ruf von Yara (Grito de Yara), dem Aufruf von Carlos Manuel de Céspedes in der Provinz Oriente zum Kampf für ein Freies Kuba gegen die spanische Kolonialherrschaft, schloss sich Agramonte in Puerto Príncipe mit anderen Freiheitskämpfern (seinem Bruder Eduardo Agramonte Loynaz, Francisco Sánchez Betancourt, Salvador Cisneros Betancourt und anderen) zur „Versammlung der Repräsentanten des Zentrums“ zusammen. Die Kämpfer aus den großen Familien der Viehzüchter der Region Puerto Príncipe bildeten bald wichtige Kavallerie-Einheiten des Mambí-Heeres.
In der Versammlung von Guáimaro, der konstituierenden Versammlung der kubanischen Republik in Waffen, wurden Ignacio Agramonte und sein Bruder am 10. April 1869 zu Parlamentssekretären gewählt.
Puerto Príncipe wurde unter Agramonte eine der drei Stützen des kubanischen Unabhängigkeitskampfes (neben Oriente und Las Villas).
Am 11. Mai 1873 wurde Ignacio Agramonte bei Jimaguayú von einer spanischen Einheit überrascht und durch einen Schuss in die rechte Brust getötet. Auf Anweisung des spanischen Gouverneurs Ampudia wurde sein Leichnam am 12. Mai öffentlich ausgestellt und verbrannt.
Sein Porträt ist auf der 500-CUP-Banknote abgebildet.